# Puerto Deportivo de Weymouth
El Puerto Deportivo de Weymouth (en inglés: Weymouth Marina) ocupa la mayor parte del remanso interno del puerto de Weymouth, en Dorset, Inglaterra. Fue refaccionado en la década de 1990 para poder brindar resguardo a un mayor número de embarcaciones. Hoy en día se amarran allí cientos de cruceros de ocio, botes pesqueros, yates, veleros y lanchas. Se puede ingresar a él a través de un puente levadizo que une a Weymouth con Melcombe Regis. El hecho de que mucha gente adinerada tenga sus barcos allí le ha valido a Weymouth el título de England’s Monte Carlo (Monte Carlo de Inglaterra).
- Datos: Q5801433